# Soboluńce
Soboluńce (biał. Сабалюнцы; ros. Соболюнцы) – wieś na Białorusi, w obwodzie grodzieńskim, w rejonie werenowskim, w sielsowiecie Dociszki.
W dwudziestoleciu międzywojennym leżały w Polsce, w województwie nowogródzkim, w powiecie lidzkim, do 19 maja 1930 w gminie Koniawa, następnie w gminie Ejszyszki.